# Србија у Народноослободилачкој борби
Србија је у току Народноослободилачке борбе, од 1941. до 1945. године, за окупатора представљала једно од главних стратешких позиција у Југославији. Устанак у Србији избио је јула 1941. године и убрзо је захватио скоро читаву земљу. Створена је прва слободна територија у тад окупираној Европи под називом „Ужичка република“. Непријатељ је окупља веће снаге и убрзо под страшним терором покушао да угуши устанак, али се главнина пертизанских снага пребацила у Босну. Диверзије и напади на непријатеља су се наставили у току цитавог рата, а почетком 1944. године јаче партизанске снаге поново прелазе у Србију. Коначно ослобођење Србије одиграло се крајем 1944. године, делимично уз помоћ совјетске Црвене армије.
Данас, 21. октобра, на годишњицу масакра у Крагујевцу, Србија обележава празник Дан сећања на српске жртве у Другом светском рату. У периоду од 1945. до 2001. године се 7. јула славио Дан устанка народа Србије.

## Окупација и припреме за устанак
После Априлског рата 1941. године и окупације Краљевине Југославије, већи део Србије окупирали су Немци, а мањи Бугари. Опљачкали су знатна материјална добра и одвели око 350.000 војника, претежно српске националности у заробљеништво. Јевреје и све оне који су предстваљали опасност по њихов режим су прогонили, хапсили и одводили у логоре.
Прелазак Централног комитета Комунистичке партије Југославије, из Загреба у Београд, крајем маја, био је од великог значаја за развој Народноослободилачке борбе у Србији. Припреме за устанак почеле су одмах после Мајског саветовања ЦК КПЈ у Загребу, а Војни комитет при Покрајинском комитету КПЈ за Србију формиран је средином маја. Одржанване су Окружне и Месне конференције КПЈ, формиран је велики број месних десетина и неколико партизанских одреда. Прикупљене су знатне количине оружја и муниције. Војни комитет је прерастао у Штаб Народноослободилачких партизанских одреда, а после саветовања у Столицама, септембра месеца, у Главни штаб Народноослободилачких партизанских одреда Србије.

## Устанак
После седнице Централног комитета Комунистичке партије Југославије од 4. јула 1941. године на којој је донесена одлука о отпочињану оружаног устанка и наређења команданта Главног штаба Јосипа Броза Тита, да устанак треба започети у западној Србији и тамо створити ослобођену територију која ће послужити као база развијању устанка у другим крајевима. Партизанском акцијом у селу Бела Црква, код Крупња 7. јула отпочео је организовани устанак у Србији. Из Беле Цркве брзо се проширио прво на западну, а затим и на друге крајеве Србије. До септембра 1941. године формирана су 24 партизанска одреда са око 14.000 бораца. Створена је повезана велика слободна територија у западној Србији, Шумадији и Поморављу, као и први органи „народне власти“.
Акције су извођене и у градовима (у Београду, Нишу и другим местима), многе диверзије у рудницима и на комуникацијама. Саветовање у Столицама, септембра 1941. године, било је значајан догађај за даљи развој Народноослободилачког покрета, а посебно присуство Врховног штаба НОПОЈ и Централног комитета КПЈ на слободној територији Србије. Ужице је скоро два и по месеца било центар руководства Народноослободилачке борбе Србије и Југославије и највеће слободне територије у Југославији, познате као Ужичка република. Створени су месни, срески и Главни Народноослободилачки одбор Србије.

## Прва непријатељска офанзва
Сви покушаји окупатора да угуши устанак у Србији, остали су без успеха, због чега су Немци били присиљени да са других фронтова пребаце две комплетне дивизије, један пук и два батаљона да би ликвидирали устаничке снаге. Крајем септембра Немци су са око 80.000 војника отпочели прву већу офанзиву у западној Србији и Шумадији (познату као Прва непријатељска офанзива), спроводећи, истовремено, најгрубљи масакр над становништвом, нарочито у Крагујевцу, Краљеву и Шапцу. У овим акцијама Немцима су садејствовале квислиншке формације - Српске државне службе и Српског добровољачког корпуса. Упоредо са овом акцијом, дошло је и до отвореног непријатељства између Народноослободилачког покрета и Равногорског покрета, под вођством пуковника Драгољуба Драже Михаиловића.
Под ударом далеко надмоћнијих снага, Врховни штаб НОПО Југославије и Главни штаб НОПО Србије, били су принуђени да напусте Србију и да се са делом снага повуку у Санџак и источну Босну. Од ових и црногорских батаљона формирана је у Рудом 21. децембра Прва пролетерска ударна бригада. Знатан део партизанских снага остао је у Србији, а Покрајински комитет КПЈ за Србију у Београду, где се вратио из Санџака.

## Борбе током 1942. и 1943. године
Народноослободилачки партизански одреди и партијске организације у Србији су током 1942. године запале у тешкоће под ударима непријатеља, а нарочито четника Драже Михаиловића. Један део партизанских снага упућен је у Босну и од њих је формирана Друга пролетерска ударна бригада. Новоформирани Главни штаб за Србију није могао да функционише, а Покрајински комитет КПЈ за Србију је из Београда, преко Загреба, успоставио везе са ЦК КПЈ и Врховним штабом. Због тога је тежиште борбе у 1942. години пренето на јужну Србију, где је стално до краја рата, и поред бројних непријатељских подухвата Народноослободилачки покрет све више јачао.
У току 1943. године дошло је до развоја Народноослободилачког покрета у скоро свим крајевима Србије. Формиране су Прва шумадијска и Прва јужноморавска бригада. Покрајински комитет КПЈ за Србију је прешао из Београда на ослобођену територију, а Главни штаб НОВ и ПО Србије је успео да организованије делује. Јужна Србија је била најјаче упориште, нарочито подручја Јабланице, Топлице и Црне Траве. Зато су Главни штаб и Покрајински комитет прешли на тај простор и ту остали све до ослобођења Београда, октобра 1944. године.
У току 1942. и 1943. године да би ослободили своје снаге, Немци су у два наврата ширили окупациону зону у корист Бугарске. У то време четнички покрет је у Србији, представљао противника који се није смео ни војнички ни политички потценити, првенствено због његове класне и контрареволуционарне улоге у односу на Народноослободилачки покрет. Квислинг Милан Недић се све чвршће повеза са четничким покретом. Борба за позиције у масама против утицаја снага контрареволуције постале су најважнији задатак Комунистичке партије Југославије у Србији. И у стратегијским плановима Врховног штаба НОВ и ПОЈ Србија је постала све значајнији чинилац.

## Ослобођење Србије
Врховни командант НОВ и ПОЈ Јосип Броз Тито указивао је да од развоја прилика у Србији зависи даљи развој догађаја, не само у Југославији, већ и на Балкану. Зато је Врховни штаб НОВ и ПОЈ у новембру 1943. године упутио Другу пролетерску и Пету крајишку дивизију да изврше продор у западну Србију, а у 1944. године појачава снаге НОВЈ према Србији. Истовремено, Народноослободилачки покрет у Србији, је све више јачао. Број новоформираних бригада у јужној и источној Србији стално се повећавао. У лето 1944. године формиране су 21, 22, 23, 24, 25, 45, 46. и 47. дивизија, а затим 13. и 14. корпус. Ове дивизије су заједно са Оперативном групом дивизија коју је Врховни штаб НОВ и ПОЈ из Црне Горе, источне Босне и Санџака упутио према Србији, ангажоване у разбијању немачких и квислиншких снага у Србији и у њеном потпуном ослобођењу.
Јединице Народноослободилачке војске Србије тесно су садејствовале с јединицама Народноослободилачке војске Македоније и на Косову у борбама против немачких снага које су се повлачиле из Грчке. Продором Групе дивизија преко Ибра у Србију, јула 1944. године немачке и квислиншке снаге су разбијене на неколико групација. Први пролетерски и Дванаести војвођански корпус НОВЈ ослободили су западну Србију, 14. српски корпус и 57. совјетска армија источну Србију, а 13. српски корпус НОВЈ Ниш и друга места у јужној Србији. Док су Први пролетерски и 12. војвођански корпус са совјетским снагама изводили Београдску операцију, 13. српски корпус је после ослобођења Ниша и Лесковца, уз садејство снага под командом Главног штаба НОВ и ПО Македоније и Косова, водио упорне борбе против немачке групе армија „Е“ која је била присиљена да се повлачи долином Ибра, преко Санџака за Босну. Делови Првог пролетерског и 14. војвођанског корпуса ослободили су Крагујевац, а почетком децембра и све остале делове Србије до Дрине. Тиме је била ослобођена читава Србија. Главни штаб НОВ и ПО Србије је по наређењу Врховног команданта од дивизија 14. српског корпуса формирао Јужну оперативну групу за продор преко Дрине у источну Босну. Од тих снага је 1. јануара 1945. формирана Друга армија НОВЈ.
У ослобођеном Београду је од 9. до 14. децембра 1944. године одржана Антифашистичка скупштина народног ослобођења Србије, на којој су прихваћене одлуке Обласног одбора Народноослободилачког одбора Косова и Метохије и Главног Народноослободилачког одбора Војводине да Косово и Војводина буду у саставу федералне Србије и одлука Антифашистичког већа народног ослобођења Санџака да се већи део Санџака припоји Србији. У току априла образована је прва Влада федералне Србије, а од 8. до 12. маја 1945. године одржан је Први оснивачки конгрес Комунистичке партије Србије.

## Народни хероји и истакнуте личности Народноослободилачког покрета Србије
| - Влада Аксентијевић - Цана Бабовић - Вера Благојевић - Милан Благојевић Шпанац - Ђурђелина Ђука Динић - Драгојло Дудић - Светозар Драговић Тоза - Влада Зечевић - Сретен Жујовић - Милан Илић Чича - Душан Јерковић - Жикица Јовановић Шпанац - Здравко Јовановић - Радивоје Јовановић - Сава Јовановић Сирогојно - Филип Кљајић Фића - Бранко Крсмановић - Петар Лековић - Никола Љубичић - Мома Марковић - Миодраг Миловановић Луне | - Мика Митровић Јарац - Вукица Митровић - Ратко Митровић - Митра Митровић - Благоје Нешковић - Ратко Павловић Ћићко - Слободан Пенезић Крцун - Душан Петровић Шане - Сима Погачаревић - Коча Поповић - Милентије Поповић - Момчило Поповић Озрен - Даринка Радовић - Добривоје Радосављевић - Александар Ранковић - Петар Стамболић - Ђуро Стругар - Мирко Томић - Јелена Ћетковић - Стева Филиповић - Радмила Шишковић |

## Галерија
- Масовно стрељање грађана у Крагујевцу, октобра 1941. године
- Споменик Космајском партизанском одреду на Космају
- Спомен-комплекс „Кадињача“, код Ужица
- Споменик народном хероју Жикици Јовановићу Шпанцу, на месту погибије у селу Радановцима
- Спомен-парк Попина код Врњачке Бање
- Спомен-комплекс „4. децембар 1943.“ у Пријепољу
- Чланови Главног штаба НОВ и ПО Србије на Радан планини 1944.
- Гробље ослободилаца Београда 1944.